# Johann Georg Kraus
Johann Georg Kraus (* 2. Juli 1787 in Kirchehrenbach; † 1. Juli 1868 ebenda) war ein bayerischer Politiker. Von 1845 bis 1848 gehörte er der Kammer der Abgeordneten des Bayerischen Landtages an.
Kraus entstammte einer im oberfränkischen Kirchehrenbach ansässigen katholischen Bierbrauer- und Gastwirtsfamilie. Bereits sein Vater Johann Joseph Kraus war von 1831 bis 1834 Abgeordneter im Landtag.
Nach der Übernahme des väterlichen Besitzes wurde Kraus 1845 als Kandidat der Klasse V („Grundbesitzer ohne Gerichtsbarkeit“) in die Kammer der Abgeordneten gewählt. Er wurde als politisch unverdächtig, aber auch ohne irgendeine hervorragende persönliche Eigenschaft beschrieben.